# Bíblia na Linguagem de Hoje
A Bíblia na Linguagem de Hoje (BLH) é uma tradução moderna da Bíblia, editada em 1988 pela Sociedade Bíblica do Brasil. É uma tradução em linguagem coloquial visando tornar o texto mais acessível ao brasileiro comum, já que muitas palavras usadas nas Escrituras caíram em desuso. Seu propósito é facilitar o entendimento do leitor. Deixou de ser publicada devido ao lançamento em 2000 da versão Nova Tradução na Linguagem de Hoje (NTLH). Atualmente só é encontrada para compra em sebos.

## Tradução
A tradução da "Bíblia na Linguagem de Hoje" (BLH) coube a uma Comissão de tradutores brasileiros, auxiliados por pessoas que deram sugestões. Foi patrocinada pelas Sociedades Bíblicas Unidas e coordenada pela Sociedade Bíblica do Brasil.
No trabalho de tradução e publicação do Novo Testamento foram gastos quatro anos. A primeira edição saiu em 1973, seguindo-se duas edições revistas (1975 e 1979). Em dezesseis anos foi traduzido o Antigo Testamento (1972 - 1987).

## Controvérsia
Os defensores da tradução argumentam que o importante é extrair o sentido da Bíblia em vez de traduzir palavra por palavra, por isso dizem que a BLH meramente parafraseava o conteúdo bíblico.
Os críticos afirmam que a tradução é "nitidamente protestante". Ademais, afirmam que nessa nova versão perdem-se as figuras de linguagem e as palavras carregadas de significado próprias da tradução original.
Muitos cristãos mais tradicionais chegaram a classificar a Bíblia na Linguagem de Hoje de "perversa", "corrupta" e "criminosa"